# Placogorgia
Placogorgia är ett släkte av koralldjur, inom familjen Acanthogorgiidae, som beskrevs 1899 av Edward Percival Wright och Théophile Rudolphe Studer.

## Dottertaxa tillPlacogorgia, i alfabetisk ordning
Enligt WoRMS:
- Placogorgia atlantica Wright & Studer, 1889
- Placogorgia becena Grasshoff, 1977
- Placogorgia coronata Carpine & Grasshoff, 1975
- Placogorgia dentata Nutting, 1910
- Placogorgia graciosa (Tixier-Durivault & d'Hondt, 1974)
- Placogorgia intermedia (Thomson, 1927)
- Placogorgia massiliensis Carpine & Grasshoff, 1975
- Placogorgia mirabilis Deichmann, 1936
- Placogorgia polybrachis Riess in Kükenthal, 1919
- Placogorgia rudis Deichmann, 1936
- Placogorgia studeri Nutting, 1910
- Placogorgia tenuis (Verrill, 1883)
- Placogorgia terceira Grasshoff, 1977
- Placogorgia tribuloides Bayer, 1959

Tidigare fördes många fler arter till släktet men många av dessa har flyttas till andra släkten, som Thesea, Pseudothesea och Pseudoparacis.